# Prothesensattel

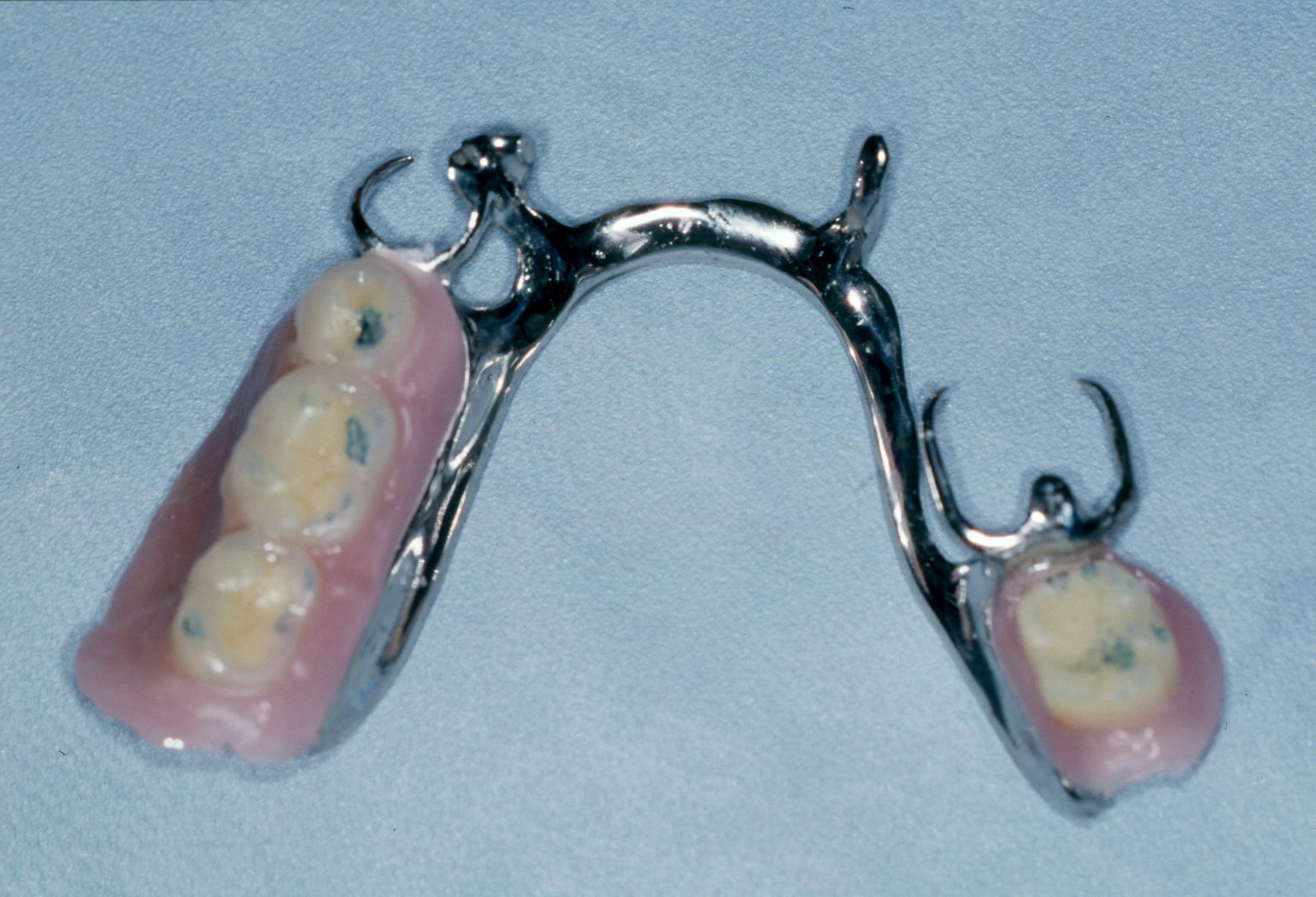
Unterkieferprothese mit 2 Prothesensätteln

Ein Prothesensattel ist bei Zahnprothesen der Teil der Prothese, der dem Kieferknochen aufliegt. Die Bezeichnung „Sattel“ rührt daher, dass dieser Teil einer Prothese im Querschnitt einem Sattel ähnelt. Er besteht in aller Regel aus Prothesenkunststoff (Acrylat). Soweit die Belastung einer Prothese nicht von direkt auf den Zähnen abgestützten Elementen getragen wird, nehmen die Prothesensättel die Kaukräfte auf. Eine Zahnprothese kann mehrere, unterschiedlich ausgedehnte Prothesensättel haben.